# Matthew Kennedy
Matthew Kennedy (* 1. November 1994 in Belfast) ist ein schottisch-nordirischer Fußballspieler, der beim FC Kilmarnock unter Vertrag steht.

## Karriere

### Verein
Matthew Kennedy wurde als Sohn von schottischen Eltern in der nordirischen Hauptstadt Belfast geboren. Er wuchs im schottischen South Ayrshire auf und begann seine Fußballkarriere beim Irvine Boys Club. Danach spielte er bis zum Jahr 2011 etwa zehn Kilometer östlich beim FC Kilmarnock in der Jugend. Am 19. November 2011 debütierte er im Alter von 17 Jahren in der ersten Mannschaft, als er bei einem 1:1 gegen Hibernian Edinburgh an der Easter Road eingewechselt wurde. Zwei Monate später stand er erstmals in der Startelf der „Killies“ im Heimspiel gegen den FC St. Mirren. Die Saison 2011/12 beendete er mit elf Ligaeinsätzen. Nachdem er in der folgenden Spielzeit an den ersten drei Spieltagen zum Einsatz gekommen war, wechselte er Ende August 2012 den Verein. Für eine Ablösesumme von 225.000 Pfund unterschrieb Kennedy beim englischen FC Everton. Für den Verein aus Liverpool absolvierte er kein Spiel für die Profimannschaft, stattdessen wurde er in den folgenden drei Jahren an verschiedene Vereine verliehen. Im ersten Halbjahr 2014 war er bei den Tranmere Rovers und Milton Keynes Dons in der dritten Liga aktiv, bevor er ab August 2014 für die erste Saisonhälfte 2014/15 an den schottischen Zweitligisten Hibernian Edinburgh weiter verliehen wurde. Im Januar 2015 kehrte nach Everton zurück.

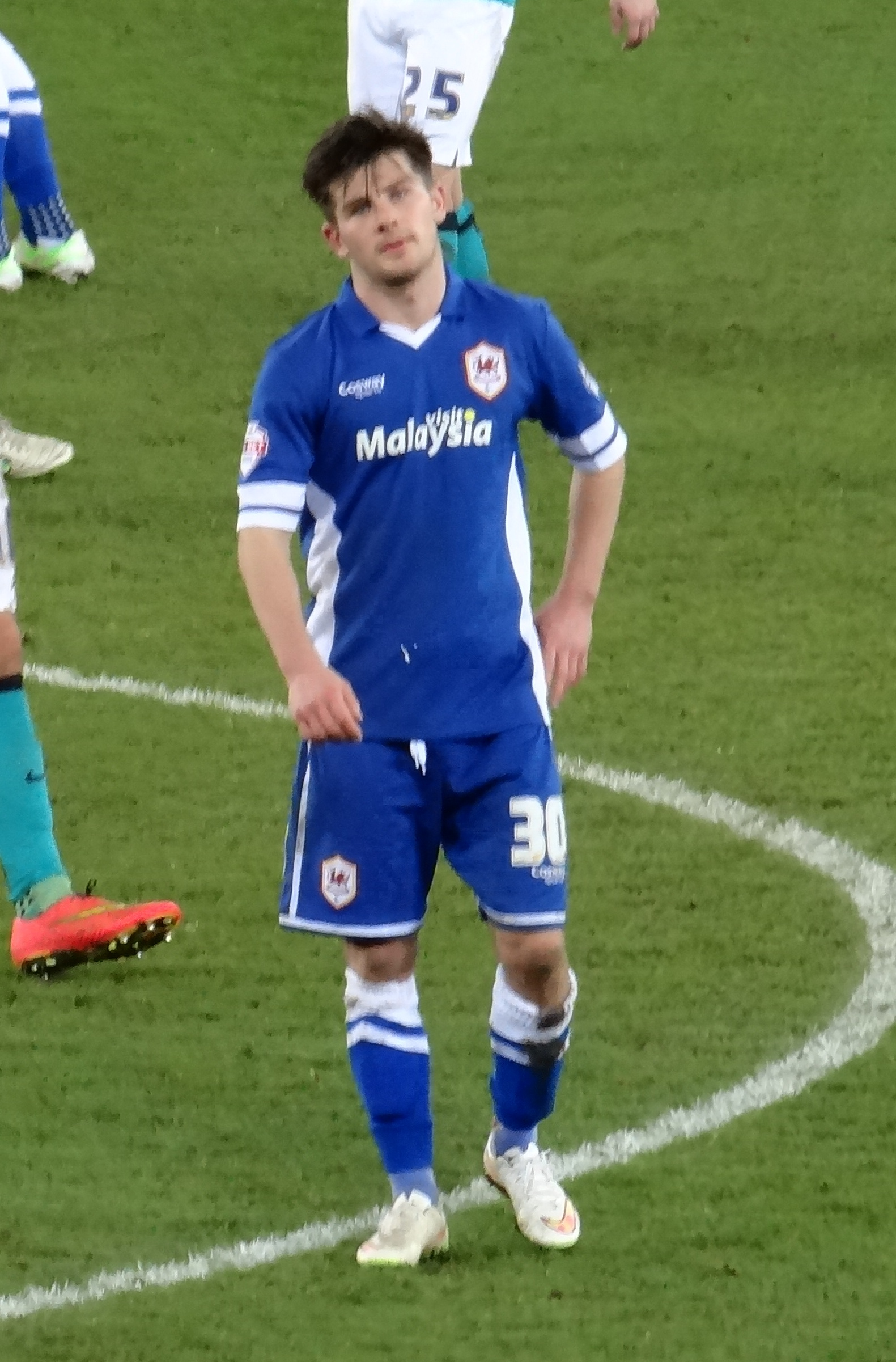
Kennedy in einer Spielszene für Cardiff City (2015)

Einen Monat später wechselte der 20-Jährige Kennedy zu Cardiff City in die zweite englische Liga. Ab Januar 2016 verlieh ihn der Verein an den Drittligisten Port Vale, nachdem er in Cardiff auf 15 Einsätze kam. Nach seiner Rückkehr nach Wales absolvierte er weitere Spiele für Cardiff, ehe er weiter an Plymouth Argyle in die vierte Liga verliehen wurde. Die Spielzeit 2017/18 verbrachte er wieder eine Liga höher auf Leihbasis beim FC Portsmouth.
Im Juli 2018 wechselte er von Cardiff nach Perth zum FC St. Johnstone und unterschrieb einen Zweijahresvertrag. Nachdem Kennedy in der Folge überzeugen konnte, verpflichtete ihn der Ligakonkurrent FC Aberdeen im Januar 2020 für eine unbekannte Ablöse bis zum Jahr 2023.
Im August 2020 war Kennedy einer von acht Aberdeen-Spielern, die von der Scottish Football Association (SFA) eine Sperre für drei Spiele erhielten, nachdem sie Anfang des Monats durch einen Besuch in einer Bar gegen Beschränkungen aufgrund der COVID-19-Pandemie im Vereinigten Königreich verstoßen hatten.

### Nationalmannschaft
Der in Nordirland geborene Kennedy spielte ab dem Jahr 2009 für den schottischen Fußballverband. Er debütierte dabei in der U15 im April 2009 gegen Belgien. Im gleichen Jahr kam er zu seinem Debüt in der U16. Für diese Altersklasse gelangen ihm in einem Spiel gegen sein Heimatland Nordirland im Oktober 2009 zwei Tore bei einem 2:1-Sieg. Ab 2010 kam er in der schottischen U17 zum Einsatz. Danach spielte Kennedy noch in der U18, U19 und zuletzt im Jahr 2012 in der U21.
Im Oktober 2019 wurde Kennedy erstmals in den Kader der Nordirischen Nationalmannschaft für das Qualifikationsspiel der Europameisterschaft 2021 gegen die Niederlande berufen. Bei der 1:3-Niederlage in Rotterdam kam er nicht zum Einsatz.